# Oropesa (Spanyolország)
Oropesa egy község Spanyolországban, Toledo tartományban. Oropesa Arenas de San Pedro, Candeleda, Alcañizo, Alcolea de Tajo, Navalcán, Parrillas, Velada, Torralba de Oropesa, Calera y Chozas, Torrico, Lagartera, Herreruela de Oropesa, Calzada de Oropesa, Las Ventas de San Julián, El Gordo, Peraleda de la Mata, Talayuela, Pueblonuevo de Miramontes, Villanueva de la Vera és Madrigal de la Vera községekkel határos. Lakosainak száma 2564 fő (2024).

## Népesség
A település népessége az utóbbi években az alábbiak szerint változott:
| Lakosok száma | 2691 | 2836 | 2870 | 2937 | 2902 | 2818 | 2730 | 2662 | 2607 | 2564 |
|               | 2001 | 2004 | 2007 | 2009 | 2012 | 2014 | 2017 | 2019 | 2022 | 2024 |